# Джули Гибсон
Джули Гибсон (англ. Julie Gibson), настоящее имя — Ками́ль Сорэ́й (англ. Camille Soray; 6 сентября 1913 — 2 октября 2019) — американская актриса и певица.

## Биография
Камиль Сорэй (настоящее имя Джули Гибсон) родилась 6 сентября 1913 года в Льюистоне (штат Айдахо, США).
В 1937 году Гибсон стала ведущей на радио в программе Джо Пеннера. Впервые на киноэкранах появилась в 1941 году с эпизодической ролью в фильме «Милая девушка?». В 1944 году она сыграла свою первую главную роль — Кэти в картине «Счастливый ковбой», после чего последовали «Чик Картер, детектив» (1944) и «Ты с ним?» (1948). За свою 37-летнюю карьеру, длившуюся в 1941—1978, Джули снялась в 28-ми фильмах и телесериалах. Также Гибсон являлась певицей.
Первый брак Джули с Дином Диллманом окончился разводом в 1967 году. Во второй раз Гибсон вышла замуж за оскароносного режиссёра Чарльза Бартона (1902—1981) в 1973 году, за которым была замужем 8 лет до его смерти 5 декабря 1981 года от сердечного приступа в 79-летнем возрасте.
Скончалась 2 октября 2019 года в Лос-Анджелесе на 107-м году жизни.

## Избранная фильмография
| Год  |   | Русское название          | Оригинальное название       | Роль                         |
| ---- | - | ------------------------- | --------------------------- | ---------------------------- |
| 1944 | ф | Идти своим путём          | Going My Way                | таксистка                    |
| 1944 | ф | Чик Картер, детектив      | Chick Carter, Detective     | Шерри Марвин                 |
| 1944 | ф | Счастливый ковбой         | Lucky Cowboy                | Кейт                         |
| 1944 | ф | Слава герою-победителю    | Hail the Conquering Hero    | певица (в титрах не указана) |
| 1948 | ф | Ты с ним?                 | Are You with It?            | Энн                          |
| 1949 | ф |                           | Bad Men of Tombstone        | Долли Лейн                   |
| 1953 | ф | Посрами дьявола           | Beat the Devil              | в титрах не указана          |
| 1956 | с | Телевизионный театр Форда | The Ford Television Theatre | Мэри                         |
| 1957 | с | Код 3                     | Code 3                      | Миссис Пратт                 |
| 1958 | ф | Улица тьмы                | Street of Darkness          | Даниэль Дюбо                 |
| 1978 | с | Земля пробуждения         | The Awakening Land          | Леди Педдлер                 |